# Place Benjamin-Fondane
La place Benjamin-Fondane est une voie située dans le quartier Saint-Victor du 5e arrondissement de Paris.

## Situation et accès
La place Benjamin-Fondane est desservie à proximité par la ligne 7 à la station Place Monge.

## Origine du nom
Cette place rend hommage au poète et philosophe Benjamin Fondane (1898-1944) qui vécut dans la rue Rollin.

## Historique
Cette place est constituée de l'espace carré situé à la fin de la rue Rollin avant son escalier qui la ferme en impasse (pour les véhicules) et mène à la rue Monge.  Elle a été nommée le 18 mai 2005.